# Demetrius (Statthalter)
Demetrius war ein römischer Statthalter auf Zypern im 1. vorchristlichen Jahrhundert.
Demetrius war ein Freigelassener des Gaius Iulius Caesar und wurde von Marcus Antonius, wohl nach der Beseitigung des Serapion 41 v. Chr., auf Zypern als Statthalter installiert. Die Insel wurde zwar mehrmals von Antonius als Besitz der ägyptischen Königin Kleopatra VII. bestätigt, doch setzte er offenbar bei ihrer Verwaltung auf eigene Vertrauensleute. Im Jahr 39 v. Chr. setzte Demetrius nach Kilikien über, um dort den Renegaten Quintus Labienus gefangen zu nehmen.